# 上崎洋一
上崎 洋一（うえさき ひろかず、1972年5月13日 - ）は、日本の著作家、編集者、俳人。
ペンネームは日野 百草（ひの ひゃくそう）。千葉県野田市生まれ。東京都日野市在住。日本ペンクラブ会員。

## 来歴
野田市立南部中学校、常総学院高等学校卒業。デイリースポーツ、産業金融新聞、ナイタイを経て、角川書店『コンプティーク』に猿1号、上崎よーいち等の名義でパソコンゲームのリプレイ小説、アニメ、声優関係のコラムを執筆。のち『メガストア』のアニメ担当を経てコアマガジンの編集人となり、『G-type』『ティアラ!』等のアニメ雑誌や『シャルロット〜Charlotte〜』シリーズ等の原作、シナリオも手掛けた。同社退職後は秋水社の漫画編集を経て独立。
出版社在職中に知遇を得た社会福祉学者の李仁之の勧めで、佛教大学、日本福祉大学を大学通信教育で卒業。後に学士入学した大手前大学通信教育部で川本皓嗣の授業を受けたことをきっかけに俳句を始め、日野百草の俳号で『ホトトギス』に投句、2015年3月同大卒業、河東碧梧桐創立「海紅」編集委員に就任、海紅文庫、海紅百周年記念句集編集人に就任。
2016年、「砲車は戦争を賛美したか 長谷川素逝と戦争俳句」で第36回現代俳句評論賞最終候補。
2017年、「故郷」で第3回宝井其角俳句大会準賞、「過去帳」で第1回全国俳誌協会賞、この年の評価により、2017年度の第14回鷗座賞を受賞した。
2018年、処女句集『無中心』（第三書館）上梓。同年、「砲車は戦争を賛美したか 長谷川素逝と戦争俳句」で第14回日本詩歌句随筆評論協会賞の評論部門で奨励賞を受賞した。また「少年兵」で第46回新俳句人連盟賞選外佳作、「他者は〈われ〉になり得るか  代演と共感のリアリズム」で第38回現代俳句評論賞候補、この年の第15回鷗座年度作品賞を受賞。
2019年、団塊ジュニアを取材した『ドキュメント しくじり世代』、京都アニメーション放火殺人事件の犯人を題材に『ルポ　京アニを燃やした男』を上梓、小学館「NEWSポストセブン」や「プレジデント」「別冊宝島」などにルポルタージュを執筆。
日本ペンクラブ、日本伝統俳句協会、現代俳句協会会員。朝日カルチャーセンター講師。

## 作品
- 空軍大戦略（挿絵：吾妻ひでお）『コンプティーク』（角川書店）1994年[28]
- 巷のメディアミックス（挿絵：羽衣翔）『コンプティーク』（角川書店）1995年
- 鉄甲旗艦アトラゴン 科学班員キビナ・サクラダ（挿絵：ふうま漣）『コンプティーク』（角川書店）1995年4月-7月号
- 天王寺＆猿のHyper Aura Animation（天王寺きつねと共著）『コンプティーク』（角川書店）1995年8月-1996年1月号
- 無人島物語2 むじんくん物語（挿絵：佐藤茂夫、ふうま漣）『コンプティーク』（角川書店）1995年8月-11月号
- シュバルツシルトEX 鉄鎖の星群（挿絵：おおつきべるの） 『コンプティーク』1995年11月-1996年2月号
- アマランスⅣ（挿絵：おおつきべるの）『コンプティーク』（角川書店）1995年10月号-1996年1月号
- 声優こだわり大作戦（協力：櫻井智、笠原弘子、横山智佐）『コンプティーク』（角川書店）1996年1月号
- びでおげーむ三昧（特別寄稿：ことぶきつかさ、蛭田昌人）『コンプティーク』（角川書店）1996年1月-10月号
- 俺様パソコン調教術（イラスト・内村かなめ）『コンプティーク』（角川書店）1996年2月号
- 三國志V 妖幻三國志（挿絵：おおつきべるの 『コンプティーク』（角川書店）1996年2月-10月号
- コンピューターゲームクロス・レビュー（荻窪圭、スタパ斎藤と共著）『コンプティーク』（角川書店）1996年2月-10月号
- パワードール2 オーディンの侍女 『コンプティーク』（角川書店）1996年10月-1997年1月号[29]
  - 2008年『POWER DoLLS2 Complete BOX』（工画堂スタジオ）に再録[30]
- ブランディッシュVT 優しすぎのsummoner（挿絵：おおつきべるの）『コンプティーク』（角川書店）1996年11月号-1997年1月号
- 水谷優子 フィクションの波を泳ぐ人魚 『MPEG SPECIAL Vol.3』（アスキー）1996年12月[31]
- 『銀河お嬢様伝説ユナ on animation 哀しみのセイレーン-Official guide mook』（メディアワークス、主婦の友社） 1997年
- 信長の野望・将星録 無垢の夢 『コンプティーク』（角川書店）1997年2-5月号
- よーいちの代々々ライターズ学院（イラスト:榊原薫奈緒子 ）『コンプティーク』（角川書店）1997年6月号-1998年8月号
- 『プリンセスクエスト完全攻略ガイド すべての姫を射止めるために』（アクセラ）1998年
- 『サクラ大戦2～君、死にたもうことなかれ～ 花組浪漫画報』（講談社）1998年
- アダルトアニメの歴史『ビデオボーイ』（英知出版）1998年4月号
- 『サイレントメビウスキャラクターブック 香津美・リキュール』（富士見書房）1999年
- 『殻の中の小鳥 雛鳥の囀 メイド白書』（コアマガジン）2000年
- シャルロット〜Charlotte〜（挿絵：ズンダレぽん）『G-type』（コアマガジン）2004年10月号-2007年4月号[10]
- 異教徒合神ミコシスター（挿絵：さんとおたけし）『G-type』（コアマガジン）2004年10月号-2007年6月号[10]
- 皇女フランチェスカ（挿絵：ズンダレぽん）『G-type』（コアマガジン）2007年6月号-2008年4月号[10]
- ティアラ名作劇場 『ティアラ!』（コアマガジン）2007年8月[32]
  - ふしぎの国のアリス （挿絵：あぼしまこ）
  - シンデレラ （挿絵：一美）
  - 人魚ひめ （挿絵：にの子）
- ふたりのジャンヌ（挿絵：ズンダレぽん）『G-type』（コアマガジン）2008年6月号-2009年12月号[10]
- 世界はわたしにひざまずく!（挿絵：ズンダレぽん）『G-type』（コアマガジン）2010年2月-10月号
- めりけんじゃっぷ（挿絵：ズンダレぽん）『G-type』（コアマガジン）2010年12月号-2011年2月号
- パゾリーニに花束を（挿絵：ズンダレぽん）『G-type』（コアマガジン）2010年12月-2月号
- フランチェスカ～Francesca～（挿絵：ズンダレぽん）『G-type』（コアマガジン）2011年4月号
- 『碧梧桐句集』（海紅社）2015年10月
- 俳句 文学と芸術、或いは芸事 『祭演』第52号 2015年12月[33]
- 『中塚一碧楼句集 -冬海-』（海紅社）2015年12月
- アイヒマン 「年代別作家特集Ⅳ 40代作家」 『俳句人』（新俳句人連盟）2016年6月号。[34]
- 難民行 『新俳句人連盟70年 -歴史と作品-』（新俳句人連盟）2016年10月。[35]
- 『層雲第一・第二句集 自然の扉・生命の木』荻原井泉水著（青穂社）2016年11月
- 夏炉燃ゆ 『俳句四季』(東京四季出版）2017年8月号[36]
- 悔も若し－赤城さかえ評伝 『鷗座』[1] 2017年2月号 - 2019年2月号[37]。
- 戦前の自由律における社会性俳句 『橋本夢道の獄中句・戦中日記』（勝どき書房）2017年8月[38]
- 新興俳句弾圧事件の恐怖 －夢道、そして栄坊 『鷗座』2017年10月号[39]
- 『無中心 日野百草句集』（第三書館）2018年1月（序文：星野高士、解説：秋尾敏、編集：松田ひろむ）[40][41]
- 天皇制はサブカルで「サザエさん」並みのマンガ 『天皇制と共和制の狭間で』（第三書館）2018年3月（共著：小沢信男、重信房子、山本健治、藤田真利子、天野恵一、高橋武智、鹿島正裕、他）[42]
- 我らの時代 『現代俳句精鋭選集17』（東京四季出版）2018年3月[43]
- 二河白道 「協会賞受賞作家特集」『俳句展望』（全国俳誌協会）第179号、2018年5月
- 勲八等 『多摩のあけぼの 創立35周年記念句集』（多摩地区現代俳句協会）2018年12月
- はぢける如く －高濱虚子と河東碧梧桐－  「特別寄稿」『俳壇』（本阿弥書店）2019年1月号[44]
- 白日 「精鋭16句」『俳句四季』（東京四季出版）2019年1月号[45]
- 声なき声 『現代俳句』（現代俳句協会）2019年6月号
- 『ドキュメント　しくじり世代　団塊ジュニア・氷河期中年15人の失敗白書』（第三書館）2019年7月[46]
- 『ルポ　京アニを燃やした男　京都アニメーション放火殺人事件』（第三書館）2019年12月[47]
- 父がゐる「俳壇ワイド特集」『俳壇』（本阿弥書店）2020年3月号
- 河東碧梧桐の新傾向俳句以降 「特集 河東碧梧桐」『俳句界』（文学の森）2020年3月号
- 皇軍の精華『アジアの多文化共生詩歌集 シリアからインド・香港・沖縄まで』（コールサック社）2020年7月
- パチンコ店幹部が語った「魔女狩り」との闘い『誰も書けなかったパチンコ20兆円の闇』（宝島社）2020年8月[48]
- 焦土は知らず『コールサック』101号（コールサック社）2020年9月
- 『評伝 赤城さかえ』（コールサック社）2021年7月（帯文：齋藤愼爾）